# Наниев, Виктор Борисович
Ви́ктор Бори́сович На́ниев (осет. Наниты Борисы фырт Виктор; 6 января 1954, село Ногир, Пригородный район, Северо-Осетинская АССР, СССР — 5 мая 2014) — советский тяжелоатлет, рекордсмен мира в рывке, чемпион СССР, чемпион РСФСР. Мастер спорта СССР международного класса по тяжелой атлетике.

## Биография
Родился 6 января 1954 года в селении Ногир. Обладал хорошими физическими данными. Тяжелой атлетикой стал заниматься у заслуженного тренера СССР Владимира Акоева. В 1970 году стал чемпионом РСФСР. В 1980 году стал чемпионом СССР, где установил мировой рекорд (в рывке — 182,5 кг). Также два раза становился призёром чемпионатов СССР, где дважды установил мировой рекорд.
В 1981 году окончил факультет физического воспитания и спорта Северо-Осетинского государственного университета имени Коста Левановича Хетагурова.
Работал тренером в ДЮСШ.
Скончался 5 мая 2014 года в возрасте 60 лет.

## Спортивные достижения
- Чемпион СССР (1980)
- Чемпион РСФСР (1970)